# Stift Quernheim
Stift Quernheim ist ein über 1600 Einwohner zählender Ortsteil der im Nordosten Nordrhein-Westfalens gelegenen Gemeinde Kirchlengern und gehört zum Kreis Herford.
Bis zur Franzosenzeit gehörte der Ort zur Vogtei Quernheim im Amt Reineberg des Fürstentums Minden. Von 1807 bis 1810 gehörte Stift Quernheim zum napoleonischen Satellitenstaat Königreich Westphalen, in dem der Ort zum Kanton Reineberg gehörte. Von 1811 bis 1813 gehörte der Ort unmittelbar zu Frankreich und war dort Teil der Mairie Kirchlengern im Arrondissement Minden des Departements der Oberen Ems. 1816 kam der Ort zum Kreis Bünde und seit 1832 gehörte er zum Kreis Herford. Dort gehörte die Gemeinde Stift Quernheim bis 1919 zum Amt Mennighüffen und anschließend bis 1969 zum Amt Kirchlengern. Die Gemeinde wurde im Rahmen der kommunalen Gebietsreform zum 1. Januar 1969 mit weiteren Gemeinden zur neuen Gemeinde Kirchlengern zusammengeschlossen. Stift Quernheim verfügt über einen lebhaften Ortskern entlang der Stiftstraße mit verschiedenen Geschäften, Arztpraxen und einer Apotheke. Der Ort erfüllt somit auch für die kleineren Nachbardörfer und Streusiedlungen wichtige Versorgungsfunktionen.

## Wappen
Beschreibung:

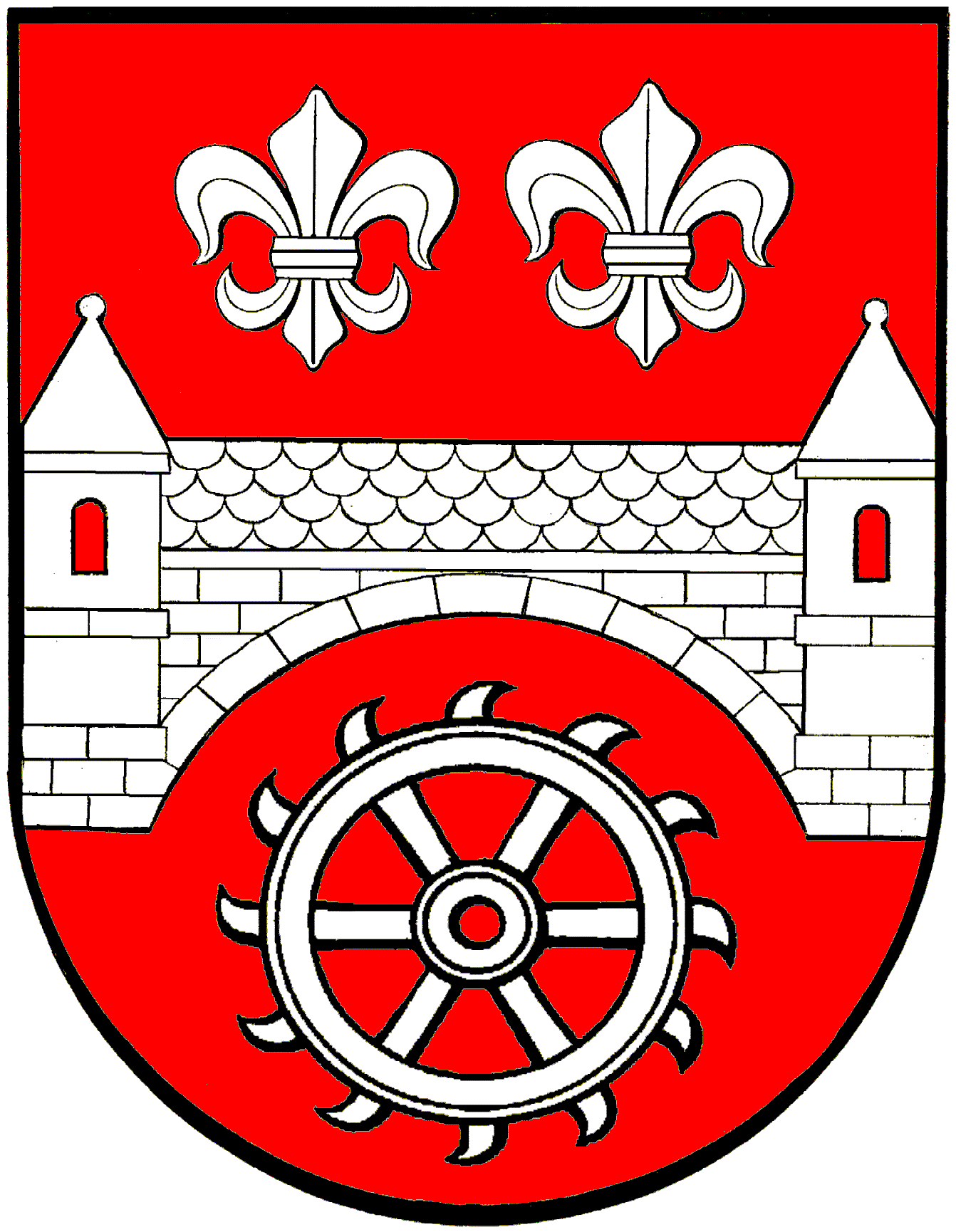
Wappen der ehemaligen Gemeinde

In rotem Schilde getrennt durch einen überdachten und von zwei aufsitzenden Türmchen flankierten Torbogen in Silber, oben zwei heraldische Lilien, unten ein unterschlächtiges Wassermühlenrad in Silber.
Blasonierung:
Rot ist die Farbe des Territoriums Minden. Silber weist auf geschichtliche und territorial-nachbarliche Beziehungen zur Grafschaft Ravensberg, mit der das Territorium Minden seit 1719 eine Verwaltungsprovinz des brandenburgisch-preußischen Staates bildete und auf die Zugehörigkeit der Gemeinde zum Wittekindkreis Herford hin.
Der das Schildfeld in zwei Felder trennende überdachte von zwei aufsitzenden Türmchen flankierte Torbogen ist dem aus dem 13. Jahrhundert überlieferten Siegel des ehemaligen Klosters Quernheim entnommen, dessen Bilder die Mutter Gottes mit dem Kind im oberen und einen heiligen Bischof, vermutlich Augustinus, im unteren Felde darstellen (Ludorff, Bau- und Kunstdenkmäler des Kreises Herford).
Die heraldischen Lilien des oberen Feldes erinnern an das eine heraldische Lilie als Stiftswappen zeigende Stiftssiegel des 17. Jahrhunderts.
Das Wasserrad im unteren Feld soll die drei in Stift Quernheim am Mühlenbache nur wenige hundert Meter voneinander entfernt liegenden Mühlen versinnbildlichen und auf die Bedeutung des Namens Quernheim – Querne – Mühle – hindeuten.
Eine der Mühlen ist schon um 1270 (molendinum – Wassermühle) nachzuweisen. Auf welche der drei heute noch vorhandenen Stiftsmühlen, für die die alten Bezeichnungen Oberste-, Mittelste- und Niederste Stiftsmühle im Volksmunde heute noch fortbestehen, sich die Erwähnung in der gen. Urkunde bezieht, ist nicht festzustellen.
Von den vielen Mühlen, die am Mühlenbache von den Quellen seiner drei Quellbäche bis zu seiner Mündung in die Werre bei Alt – Schockenmühle liegen, dürften die gen. drei Stiftsmühlen dem umfangreichen Besitz des Klosters und der stiftsnahen Lage nach von jeher die bedeutendsten gewesen sein. Nach einer aktenmäßigen Überlieferung aus dem Jahre 1548 hatte von den zehn darin aufgeführten Grundherrn, die Güter in der Quernheimer Mark liegen hatten, das Kloster dort den meisten Güterbesitz.

## Geographische Lage
Der Ortsteil Stift Quernheim liegt im Norden der ostwestfälischen Gemeinde Kirchlengern im Ravensberger Land.
Es grenzt im Westen, Norden und Osten an Klosterbauerschaft, im Osten an Rehmerloh und im Süden an Quernheim.
Die nächstgelegenen Großstädte sind das 25 km südlich gelegene Bielefeld und das 40 km westlich gelegene Osnabrück.

## Klima
Das vorherrschende Klima ist das atlantische Seeklima. Klimadaten im langjährigen Mittel (1971–2000) für das etwa 15 km Luftentfernung entfernte Herford zeigt nachstehende Tabelle.
| Monat              | Jan | Feb | Mär | Apr | Mai  | Jun  | Jul  | Aug  | Sep  | Okt | Nov | Dez | Jahr |
| Temperatur in °C   | 1,8 | 2,2 | 5,3 | 8,4 | 13,0 | 15,6 | 17,7 | 17,4 | 13,8 | 9,8 | 5,4 | 3,1 | 9,5  |
| Niederschlag in mm | 72  | 49  | 65  | 53  | 65   | 82   | 69   | 71   | 73   | 61  | 64  | 80  | 804  |

Im langjährigen Mittel (1961–1990) hatte die Region durchschnittlich 1497 Sonnenstunden pro Jahr (Beobachtungsstation: Herford). Die Wetterdaten für Stift Quernheim dürften im langjährigen Mittel nicht bedeutend von den angegebenen Daten aus Herford abweichen, da die Städte in etwa gleich hoch und in vergleichbarer naturräumlichen Lage liegen.
Siehe auch: Klima in Ostwestfalen-Lippe

## Bauwerke

### Stiftskirche

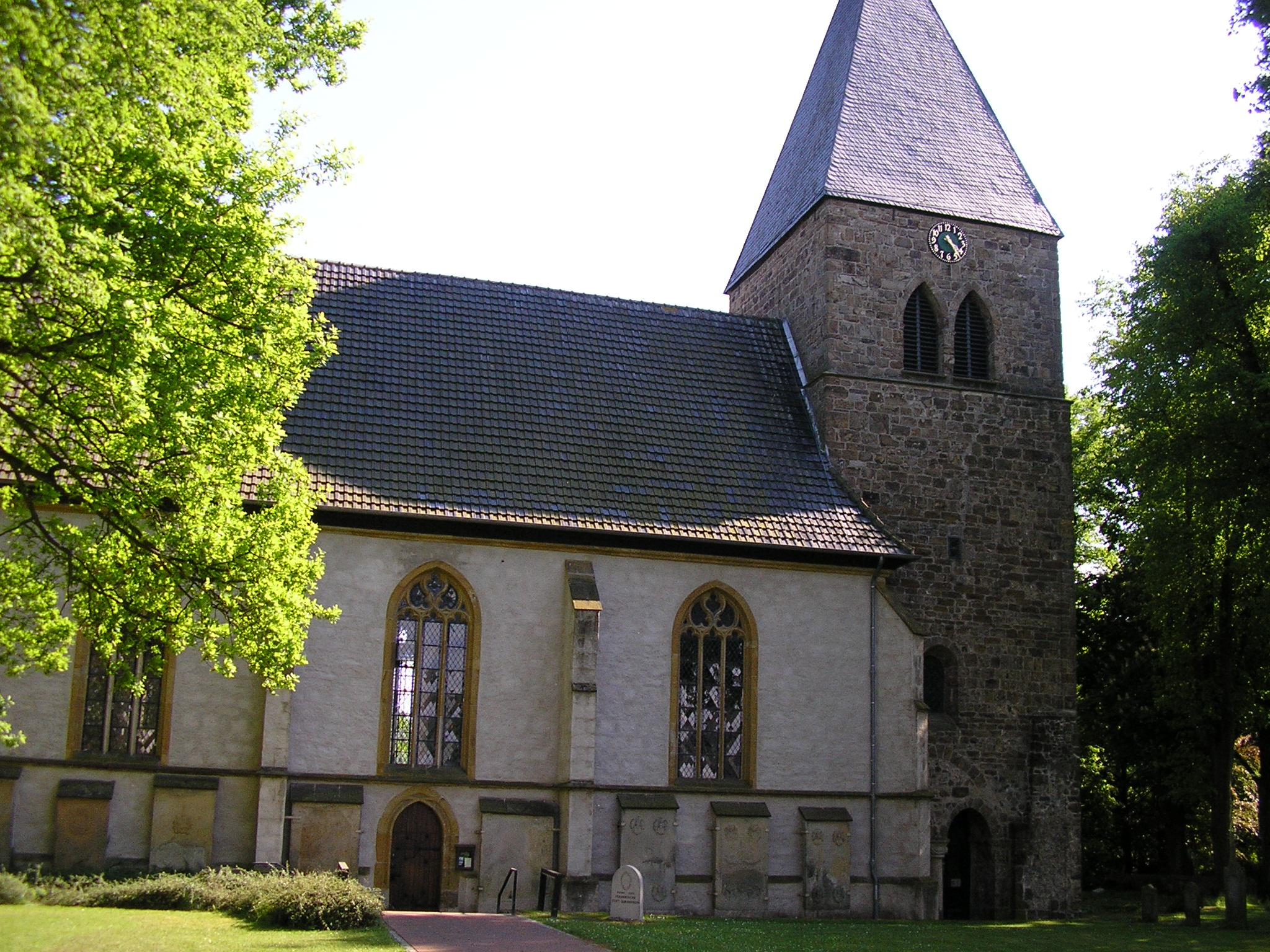
Die Stiftskirche
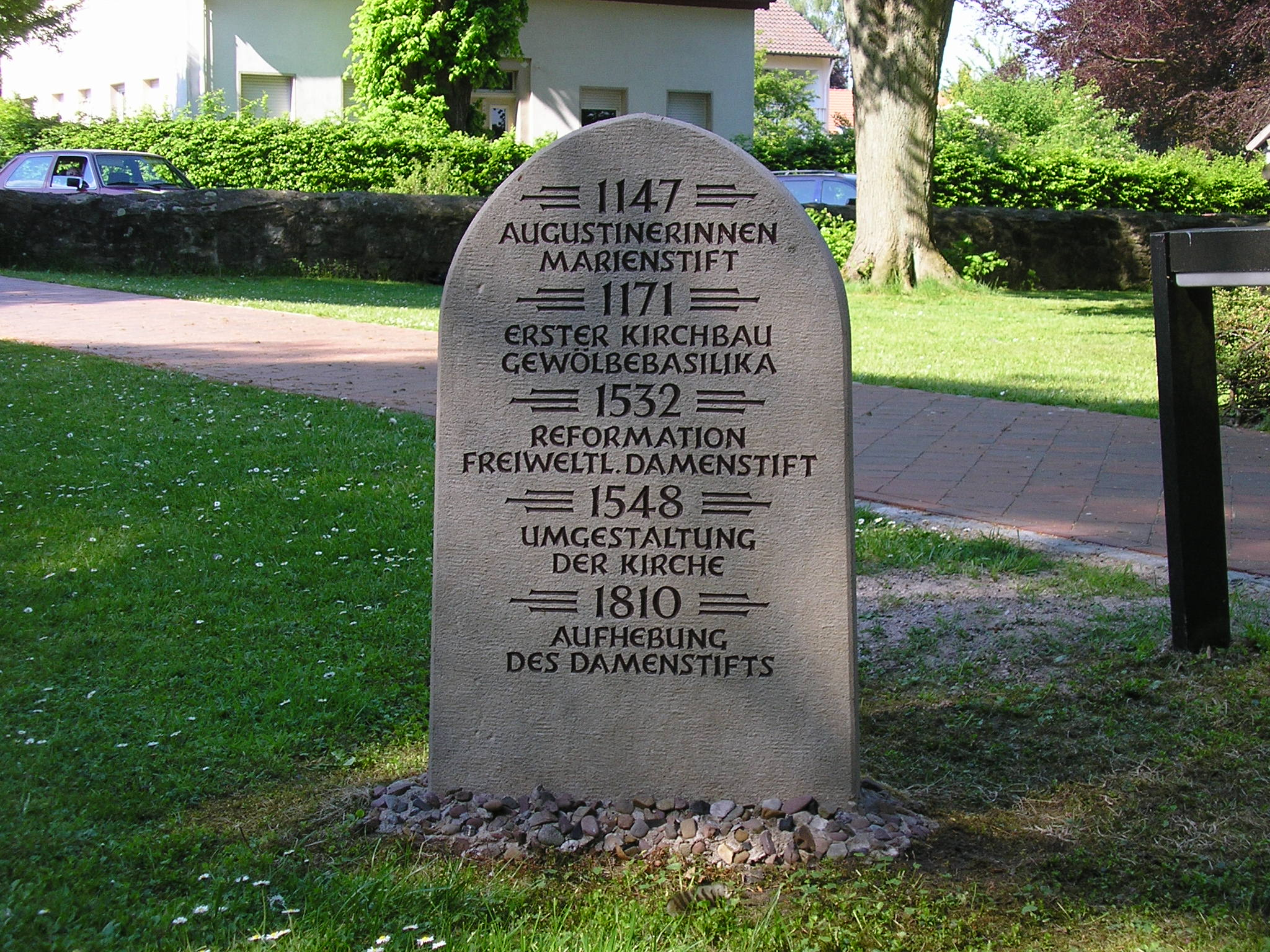
Stiftskirche Stift Quernheim. Gedenkstein auf dem Kirchhof
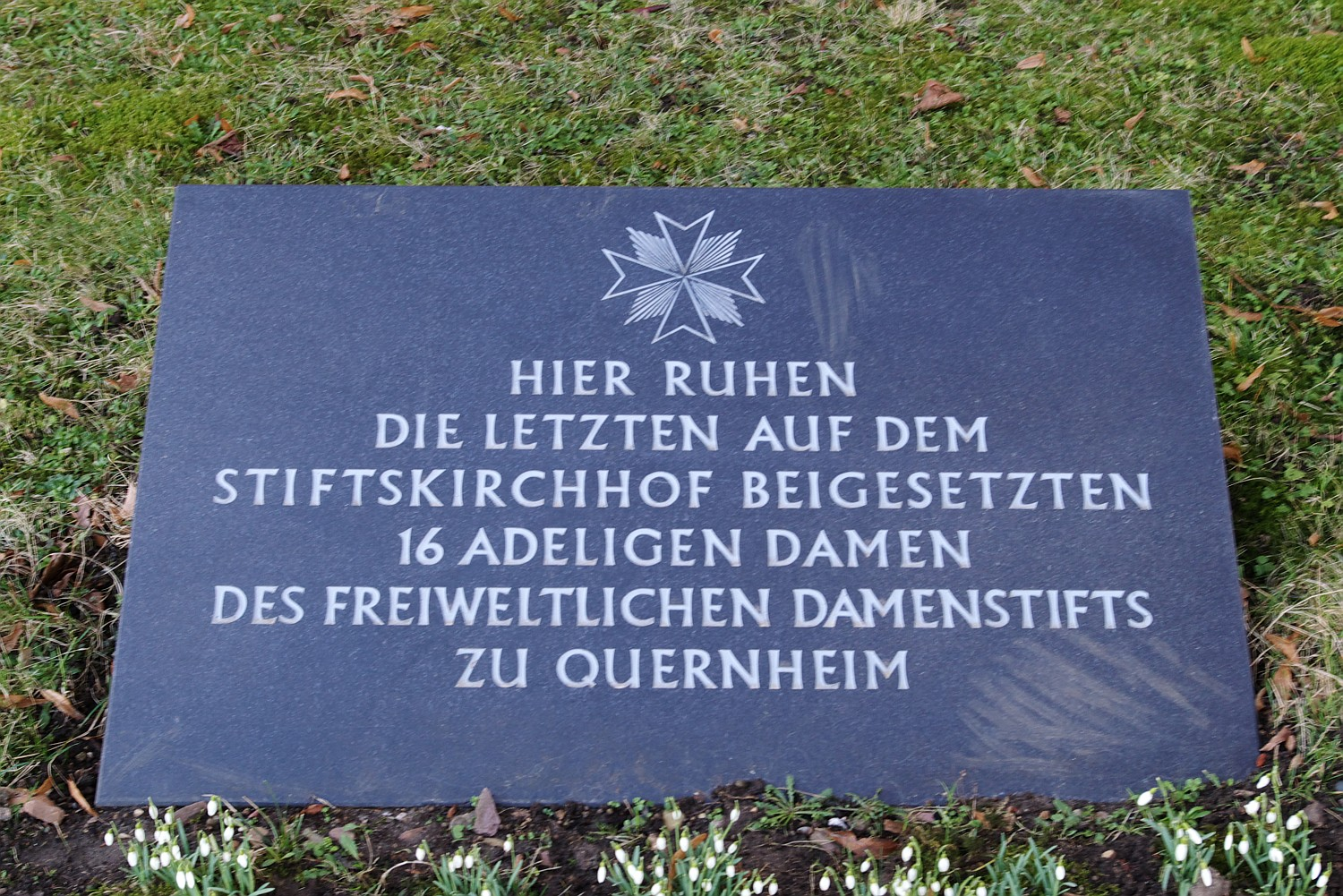
Gedenkplatte für die letzten adligen Damen im Damenstift Quernheim

Die Stiftskirche in Stift Quernheim ist ein im Kern romanischer Bau aus dem 12. Jahrhundert. Im 16. Jahrhundert wurde das Mittelschiff im Stil der Spätgotik nach Norden erweitert und neu gewölbt. Die Stiftskirche ist Keimzelle Kirchlengerns, ehemaliges Kloster und Damenstift. Sehr beeindruckend ist der mehrteilige spätgotische Flügelaltar aus der Zeit um 1525.

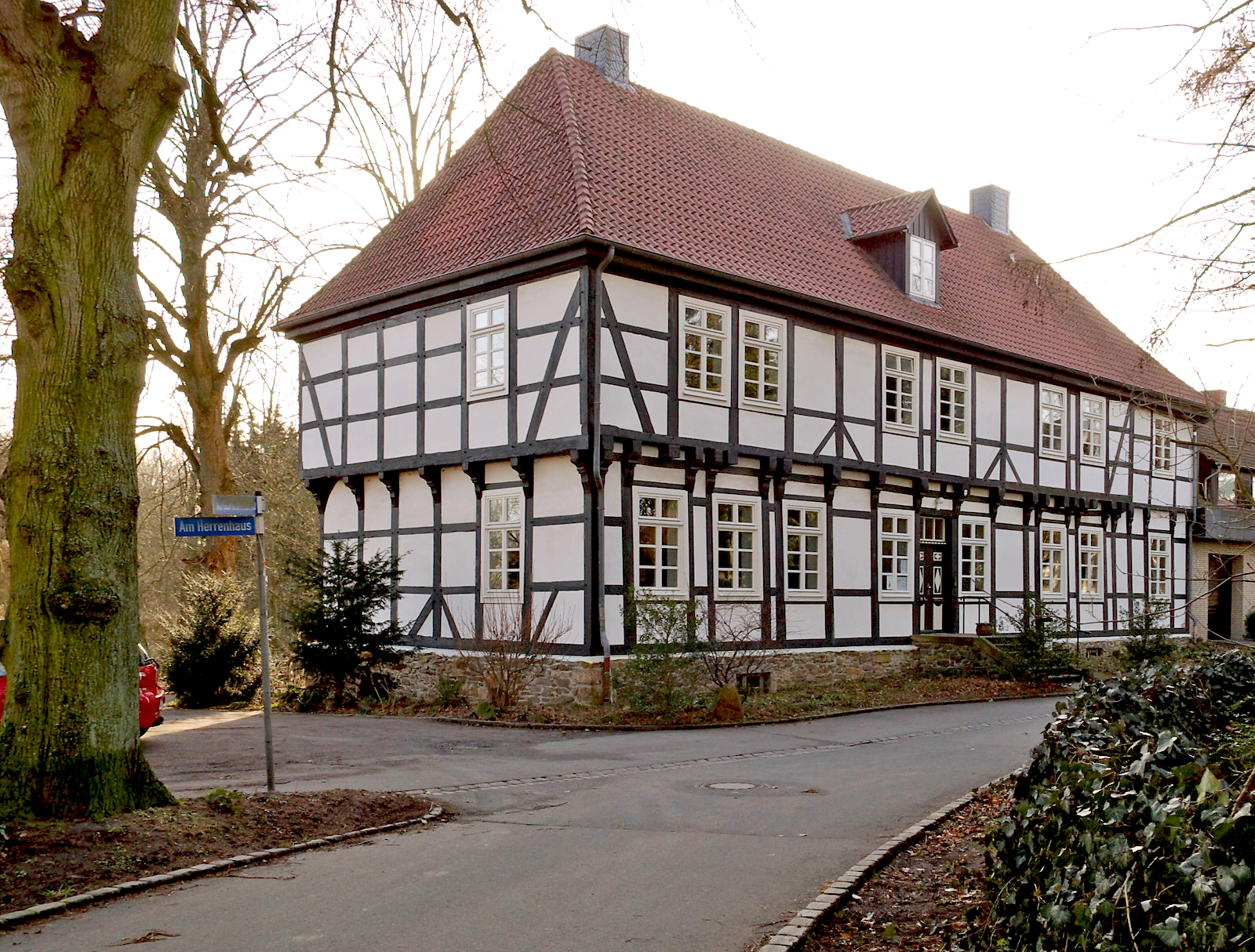
Das Herrenhaus

### Herrenhaus
Gleich neben der Stiftskirche steht das Herrenhaus genannte Äbtissinnenhaus von 1676. Es wurde zunächst als Wohnhaus für etwa 30 Vorsteherinnen des Damenstifts Quernheim gebaut. Das Stift wurde 1810 im Zuge der Säkularisation aufgelöst und zunächst als preußische Staatsdomäne weitergeführt. Die Preußen verkauften 1832 an Kommissionsrat Conrad Wilhelm Delius zu Minden und Delius übergab das Herrenhaus seinem Schwiegersohn, Major a. D. Wilhelm Bacmeister zu Grapenstein (1791–1874). Dieser bewohnte bis 1861 das Gebäude und ließ es 1837 um 6,5 m verlängern. 1861 wurde es wegen Geldsorgen Bacmeisters an die Zigarrenmanufaktur Steinmeister & Wellensiek verkauft, die das Haus nochmals erweiterten und eine Zigarrenmanufaktur einrichteten. Es wurde bis 1971 genutzt und stand 1976 unmittelbar vor dem Abriss. Seit 1993 ist im Herrenhaus die Biologische Station Ravensberg im Kreis Herford beheimatet. In einem Raum mit einem historischen Deckengemälde werden seit 1998 außerdem Trauungen vorgenommen.

## Religion
Die Bevölkerung ist überwiegend evangelisch. Es existiert eine evangelisch-lutherische Kirchengemeinde. Römisch-katholische Gemeinde ist die zum Pastoralverbund Bünder-Land gehörende Gemeinde St. Canisius und St. Xaverius.
Die Ev. Gemeinschaft Stift Quernheim e. V. gehört zum Ohofer Gemeinschaftsverband e. V.

## Regelmäßige Veranstaltungen
- Winterball der Löschgruppe Stift Quernheim/Klosterbauerschaft
- Tanz in den Mai der Werbegemeinschaft an der Gaststätte Myer Zwo in Stift Quernheim
- Weihnachtsmarkt am ersten Donnerstag und Freitag im Dezember an der Stiftskirche

## Sport
Erwähnenswerte Fußballvereine sind der BV 21 Stift Quernheim und der neugegründete Verein Kloster/Stift. Beide sind auf dem Kunstrasenplatz in Stift Quernheim im Einsatz.

## Bildungseinrichtungen
In Stift Quernheim gibt es eine Grundschule mit offenem Ganztag, in der 25 Lehrer und Angestellte tätig sind.

## Öffentliche Einrichtungen

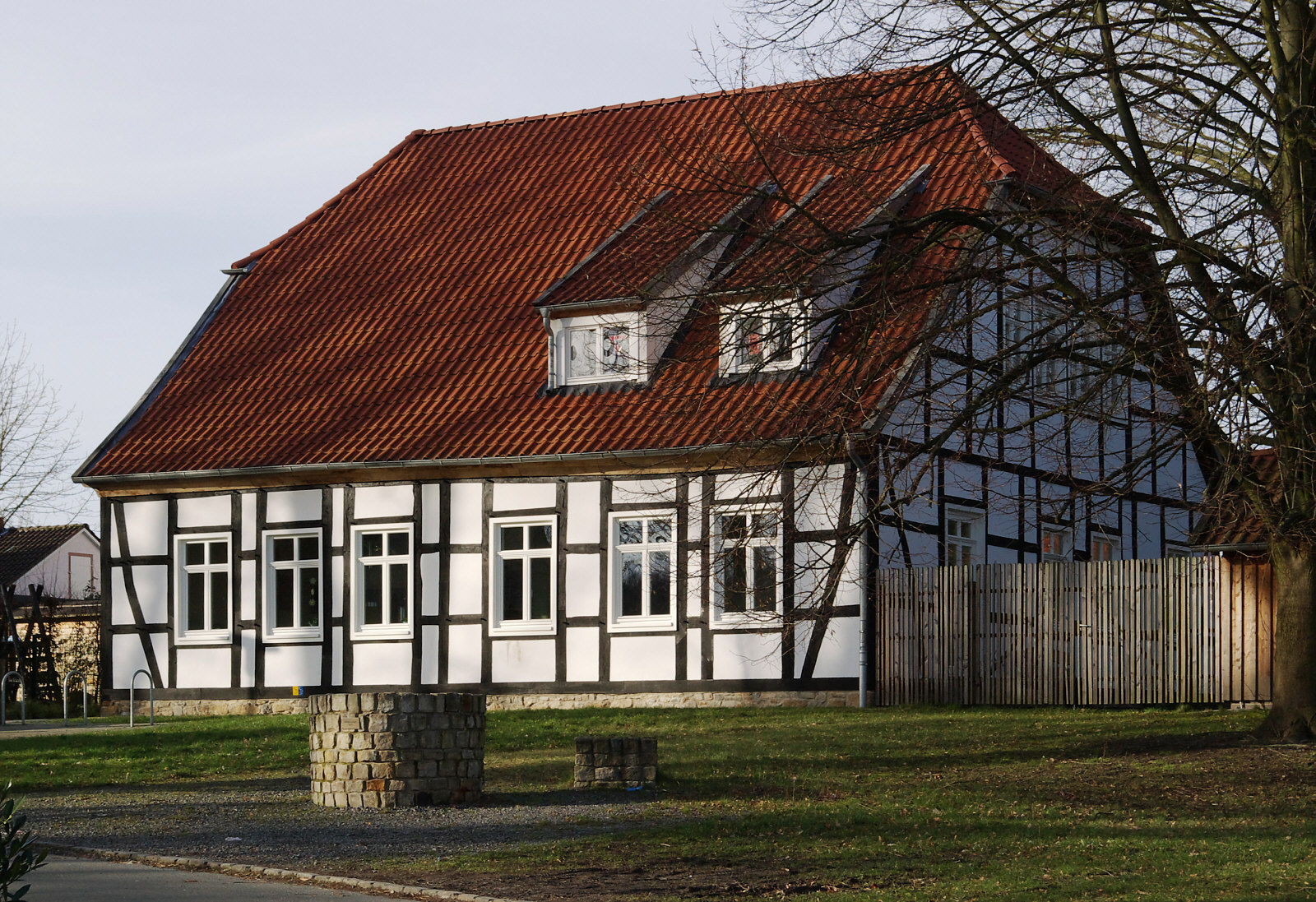
Rauchfang

- Rauchfang

## Busverkehr
Der Ortsteil wird von einer Ortsbuslinie (Ringlinie) bedient, mit der man für weitere Anschlüsse zum Bahnhof Kirchlengern gelangt. Regionalbusse fahren nach Bünde und TaxiBusse nach Lübbecke.

## Legende um eine mildtätige Stiftsdame
Einer Legende zufolge sollen vor rund 200 Jahren die Bauern und Kötter des Stiftes Quernheim während der „tollen Tage“ (Karneval) regelmäßig dem Alkohol verfallen sein. In einem Jahr sprachen die Bauern und Kötter dem Bier aus der stiftseigenen Brauerei dermaßen zu, dass sie kein Geld mehr hatten, ihre Familien zu ernähren. Die Stiftsdame Hedwig Luise Beate von Korff (geboren am 23. April 1697, aufgeschworen am 23. März 1713, gestorben am 11. Mai 1767) aus dem Hause Waghorst soll sich der Hungernden erbarmt und Brötchen an die hungernden Kötterfamilien verteilt haben. Obwohl dieses mildtätige Handeln weder in schriftlichen Überlieferungen, noch in irgendeiner Chronik niedergeschrieben ist, wurde daraus im Laufe der Jahre der Brauch, einen Tag nach Rosenmontag große Rosinenbrötchen (sogenannte Hedewigte) an die Schulkinder in Stift Quernheim und Umgebung zu verteilen.